# Саллі Мур (тенісистка)
Саллі Мур (англ. Sally Moore; нар. 8 червня 1940) — колишня американська тенісистка.
Найвищу одиночну позицію світового рейтингу — 9 місце досягла 1959 року.
Найвищим досягненням на турнірах Великого шолома був фінал в парному розряді.

## Фінали турнірів Великого шолома

### Парний розряд (1 поразка)
| Результат | Рік  | Турнір        | Покриття | Партнерка   | Суперниці             | Рахунок  |
| --------- | ---- | ------------- | -------- | ----------- | --------------------- | -------- |
| Поразка   | 1959 | Чемпіонат США | Трава    | Марія Буено | Джінн Арт Дарлін Гард | 2–6, 3–6 |